# Ricaut Bonomel
Ricaut Bonomel (fl....1265-1269...) fou un cavaller del Temple i trobador en occità. Se'n conserva només un sirventès.
Ricaut Bonomel (en un dels dos cançoners que conserven la peça anomenat en ricaut honomel; i en l'altre només un cavaller del temple) és autor d'un sirventès escrit a Palestina on lamenta amargament la pèrdua de Cesarea i Arsuf davant del sultà Bàybars el 1265; sembla escrit abans de la vuitena croada. En la cinquena estrofa critica la política papal i que els diners de les croades es puguin destinar a la causa angevina en lloc de a la croada. El sirventès està fet sobre la mètrica (i per tant en prendria la melodia) d'un poema de Peirol (366,20	M'entencion ai tot' en un vers mesa).

## Obra
- (439,1)[1] Ir’e dolors s'es e mon cor assiza (sirventès)

### Repertoris
- Alfred Pillet / Henry Carstens, Bibliographie der Troubadours von Dr. Alfred Pillet […] ergänzt, weitergeführt und herausgegeben von Dr. Henry Carstens. Halle : Niemeyer, 1933 [Ricaut Bonomel és el número PC 439]